# Commonwealth Bank Tennis Classic 2001
Il Commonwealth Bank Tennis Classic 2001 è stato un torneo di tennis giocato sul cemento. È stata la 7ª edizione del Commonwealth Bank Tennis Classic, che fa parte della categoria Tier III nell'ambito del WTA Tour 2001. Si è giocato al Grand Hyatt Bali di Bali, in Indonesia, dal 24 al 30 settembre 2001.

## Campionesse

### Singolare
Angelique Widjaja ha battuto in finale  Joannette Kruger con il punteggio di 7–6(2), 7–6(4)

### Doppio
Evie Dominikovic /  Tamarine Tanasugarn hanno battuto in finale  Janet Lee /  Wynne Prakusya con il punteggio di 6(4)–7, 6–2, 6–3